# Sidse Babett Knudsenová
Sidse Babett Knudsenová (* 22. listopadu 1968) je dánská herečka. Proslavila ji především hlavní role političky Birgitty Nyborgové v dánském televizním seriálu Vláda (Borgen), za niž získala cenu na televizním festivalu v Monte Carlu. V seriálu 1864 ztvárnila historickou postavu manipulující herečky Johanne Luise Heibergové. Dvakrát získala nejprestižnější dánskou filmovou cenu Bodil – za role ve snímcích Let's get lost (1997) a Ten jediný (1999). Za roli ve francouzském filmu Talár (L'Hermine) získala v roce 2015 Césara. Hrála také v britských a amerických produkcích, ztvárnila například roli Theresy Cullenové v seriálu HBO Westworld nebo se objevila po boku Hugha Laurieho v seriálu Přes mrtvoly. Její největší hollywoodskou příležitostí byla role vyšetřovatelky Světové zdravotnické organizace Elizabeth Sinskeyová v "langdonovce" Inferno (2016). Část dětství strávila v Tanzanii, kde její rodiče pracovali jako dobrovolníci.